# Maki Engineering Racing Team
Pour les articles homonymes, voir Maki.
Maki Engineering Racing Team était une ancienne écurie de Formule 1 japonaise fondée en 1974 par Kenji Mimura. Cette modeste écurie fut la première équipe nippone à revenir en championnat du monde de Formule 1 après le retrait de Honda à l'issue de la saison 1968.
Maki a contracté 12 engagements en championnat du monde de 1974 à 1976 mais n'a jamais réussi à prendre le départ du moindre Grand Prix.

## Historique

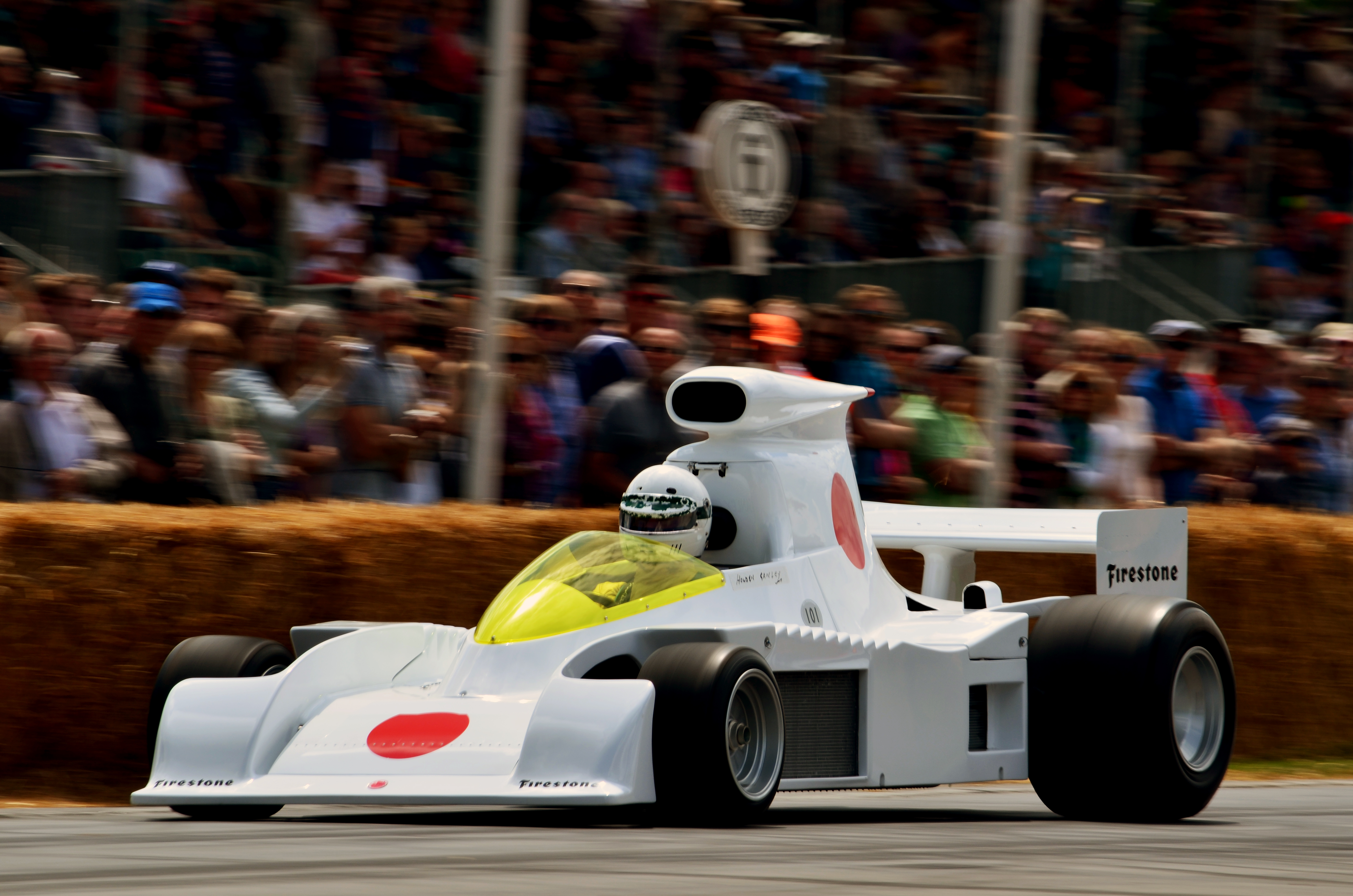
La Maki FC101 d'Howden Ganley en démonstration à Goodwood en 2014

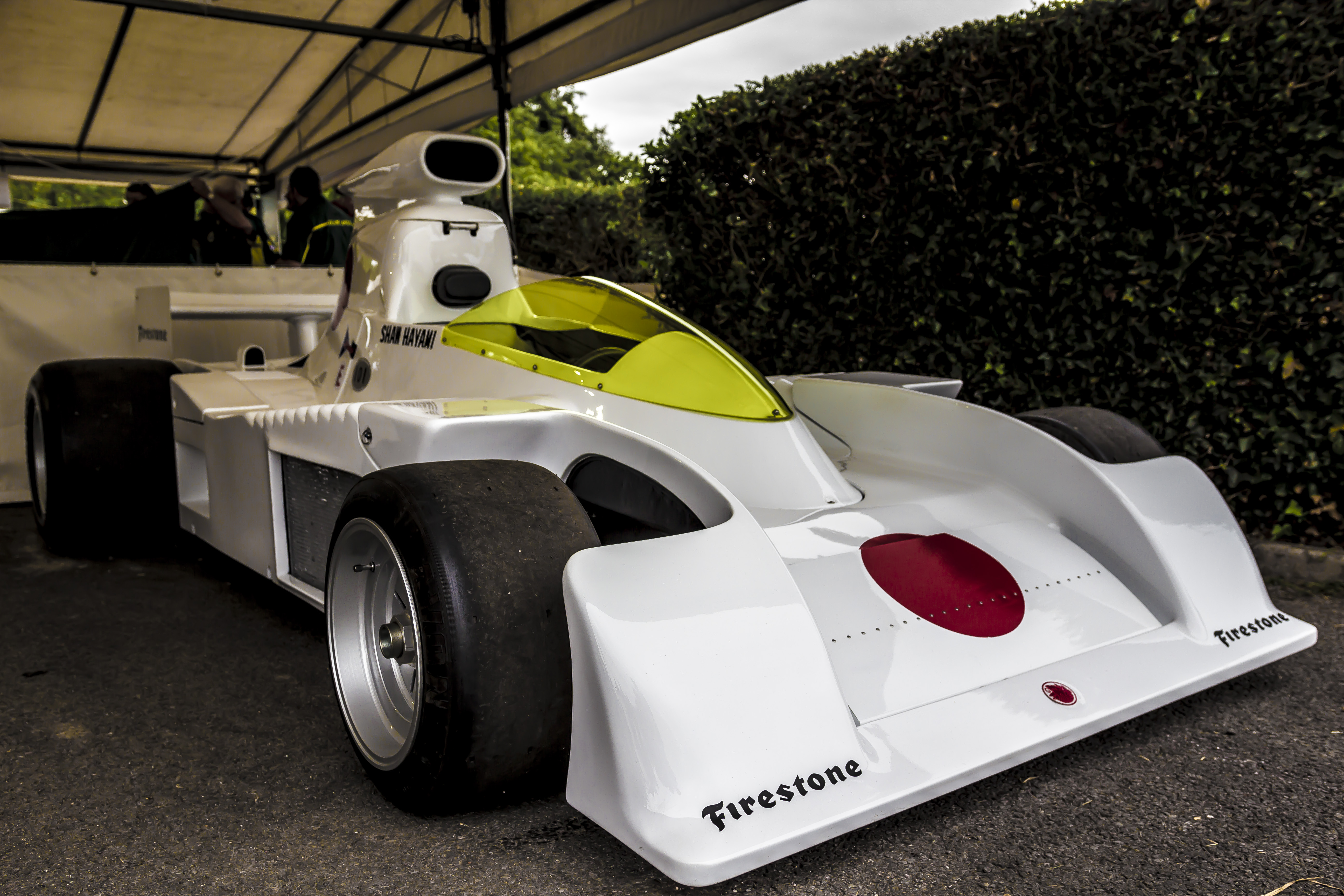
La Maki FC101 d'Howden Ganley exposée à Goodwood en 2014

Maki voit le jour en 1974 grâce aux deniers de Kenji Mimura et au coup de crayon du concepteur japonais Masao Ono. Comme toutes les kit-cars de l'époque, la Maki F101 dispose d'un châssis monocoque en aluminium sur lequel vient se greffer un moteur Ford-Cosworth V8 DFV. Bien que la structure soit en aluminium, le principal défaut de la monoplace est une surcharge pondérale qui handicape le Ford-Cosworth. L'aérodynamique reste sommaire avec une prise d'air très volumineuse au-dessus du cockpit pour refroidir le moteur très à la peine et une partie arrière quasiment pas carénée qui ne permet pas à l'aileron de fonctionner à plein rendement. La F101 est confiée au pilote néo-zélandais Howden Ganley qui a débuté en Formule 1 en 1971 chez BRM puis a ensuite couru pour Frank Williams en 1973. En 1974, alors qu'il a déjà disputé les deux premières épreuves de l'année chez March, il prend la curieuse décision de quitter l'équipe britannique pour se lancer dans l'aventure Maki.
La Maki F101 doit faire ses débuts en 1974 à Monaco mais l'écurie déclare finalement forfait, la monoplace n'étant pas finalisée. Les premiers tours de roues ont lieu pour le Grand Prix de Grande-Bretagne où Ganley réalise le 32e temps des qualifications (à quatre secondes de la pole de Niki Lauda) alors que la grille de départ n'accepte que 25 concurrents. Lors de la course suivante, sur le grand Nürburgring, Ganley est victime d'une rupture de suspension qui provoque une violente sortie de piste et lui brise les deux chevilles. Le pilote ne remontera plus jamais dans une monoplace de Formule 1. Après deux expériences malheureuses, Maki se retire du championnat du monde.
À la surprise générale, l'écurie japonaise fait son retour dans les paddocks de Formule 1 en 1975. Elle engage une nouvelle monoplace, la F101C, qui a troqué sa livrée japonisante blanche et rouge pour un costume bleu aux couleurs de son nouveau commanditaire, les montres Citizen. La F101C n'est autre que la F101 réparée après l'accident de 1974, allégée de quelques kilos et dont la partie avant a été revue sur le plan aérodynamique. Elle est initialement confiée au pilote australien Dave Walker qui a auparavant disputé 11 Grands Prix en 1971 et 1972 au sein du Team Lotus. La voiture n'étant pas disponible pour les épreuves de Belgique et de Suède, Walker n'en prendra jamais le volant en course. La Maki fait son apparition officielle aux Pays-Bas, à Zandvoort, aux mains du Japonais Hiroshi Fushida. Ce Grand Prix doit permettre à la Maki de faire ses vrais débuts en course puisqu'il n'y a que 25 engagés, soit autant que de places disponibles sur la grille de départ. Pourtant, la Maki casse son Cosworth lors des essais libres et faute de pièces de rechange, ne peut pas participer à l'épreuve. Maki ne s'inscrit pas au Grand Prix de France et revient pour tenter de décrocher une qualification à Silverstone. Fushida ne réalise que le 28e et dernier temps des qualifications, à six secondes de la pole de Tom Pryce et n'obtient pas le droit de prendre le départ. Pour l'épreuve suivante, en Allemagne, Tony Trimmer, champion britannique de Formule 3 en 1970 est promu pilote. En tournant en 7 minutes 43 secondes sur le grand Nurburgring, soit à 44 secondes de la pole de Lauda, il ne parvient pas lui non plus à se qualifier (26e temps pour 25 positions sur la grille). Trimmer échoue à nouveau en qualification lors des épreuves autrichienne et italienne à la suite desquelles Maki se retire du championnat du monde, n'effectuant pas le déplacement aux États-Unis où se déroule le dernier Grand Prix de la saison.
En 1976, l'équipe fait son ultime retour à l'occasion du Grand Prix du Japon. La nouvelle F102A est toujours conçue par Masao Ono qui a entre-temps quitté Maki pour rejoindre Kojima Engineering, une nouvelle écurie japonaise qui fait ses débuts lors de cette même épreuve. Ono a donc le privilège de voir réunies, pour son épreuve nationale, deux de ses créations. La F102A n'est pas le plus beau coup de crayon d'Ono, se montre assez étrange dans ses formes et fait l'unanimité du paddock quant à sa laideur. Si la F101 était trop lourde, la F102A est trop légère et manque singulièrement de motricité. Trimmer boucle son tour de qualification en 1 minute 30 secondes 91, à comparer avec la pole position d'Andretti en 1 minute 12 secondes 77. À la suite de cette nouvelle déconvenue, l'équipe jette définitivement l'éponge en Formule 1, Kojima Engineering se chargeant, sans guère plus de réussite, de porter les couleurs du Japon en championnat du monde.

## Résultats en championnat du monde de Formule 1
| Saison | Écurie           | Châssis    | Moteur           | Pneus     | Pilotes                                  | Grands Prix disputés     | Points inscrits | Classement |
| ------ | ---------------- | ---------- | ---------------- | --------- | ---------------------------------------- | ------------------------ | --------------- | ---------- |
| 1974   | Maki Engineering | Maki F101  | Ford-Cosworth V8 | Firestone | Howden Ganley                            | 0 (4 non participations) | 0               | Non classé |
| 1975   | Maki Engineering | Maki F101C | Ford-Cosworth V8 | Goodyear  | Dave Walker Hiroshi Fushida Tony Trimmer | 0 (7 non participations) | 0               | Non classé |
| 1976   | Maki Engineering | Maki F102A | Ford-Cosworth V8 | Goodyear  | Tony Trimmer                             | 0 (1 non-qualification)  | 0               | Non classé |

| Saison | Écurie           | Châssis    | Moteur               | Pneumatiques | Pilotes         | Courses | Courses | Courses | Courses | Courses | Courses | Courses | Courses | Courses | Courses | Courses | Courses | Courses | Courses | Courses | Courses | Points inscrits | Classement |
| Saison | Écurie           | Châssis    | Moteur               | Pneumatiques | Pilotes         | 1       | 2       | 3       | 4       | 5       | 6       | 7       | 8       | 9       | 10      | 11      | 12      | 13      | 14      | 15      | 16      | Points inscrits | Classement |
| ------ | ---------------- | ---------- | -------------------- | ------------ | --------------- | ------- | ------- | ------- | ------- | ------- | ------- | ------- | ------- | ------- | ------- | ------- | ------- | ------- | ------- | ------- | ------- | --------------- | ---------- |
| 1974   | Maki Engineering | Maki F101  | Ford-Cosworth DFV V8 | Firestone    |                 | ARG     | BRÉ     | AFS     | ESP     | BEL     | MON     | SUÈ     | P-B     | FRA     | GBR     | ALL     | AUT     | ITA     | CAN     | USA     |         | 0               | Non classé |
| 1974   | Maki Engineering | Maki F101  | Ford-Cosworth DFV V8 | Firestone    | Howden Ganley   |         |         |         |         |         | Forf    |         |         |         | Nq      | Nq      | Forf    |         |         |         |         | 0               | Non classé |
| 1975   | Maki Engineering | Maki F101C | Ford-Cosworth DFV V8 | Goodyear     |                 | ARG     | BRÉ     | AFS     | ESP     | MON     | BEL     | SUÈ     | P-B     | FRA     | GBR     | ALL     | AUT     | ITA     | USA     |         |         | 0               | Non classé |
| 1975   | Maki Engineering | Maki F101C | Ford-Cosworth DFV V8 | Goodyear     | Dave Walker     |         |         |         |         |         | Forf    | Forf    |         |         |         |         |         |         |         |         |         | 0               | Non classé |
| 1975   | Maki Engineering | Maki F101C | Ford-Cosworth DFV V8 | Goodyear     | Hiroshi Fushida |         |         |         |         |         |         |         | Np      |         | Nq      |         |         |         |         |         |         | 0               | Non classé |
| 1975   | Maki Engineering | Maki F101C | Ford-Cosworth DFV V8 | Goodyear     | Tony Trimmer    |         |         |         |         |         |         |         |         |         |         | Nq      | Nq      | Nq      |         |         |         | 0               | Non classé |
| 1976   | Maki Engineering | Maki F102A | Ford-Cosworth DFV V8 | Goodyear     |                 | BRÉ     | AFS     | USO     | ESP     | BEL     | MON     | SU      | FRA     | GBR     | ALL     | AUT     | P-B     | ITA     | CAN     | USE     | JAP     | 0               | Non classé |
| 1976   | Maki Engineering | Maki F102A | Ford-Cosworth DFV V8 | Goodyear     | Tony Trimmer    |         |         |         |         |         |         |         |         |         |         |         |         |         |         |         | Nq      | 0               | Non classé |